# Marco Marziale

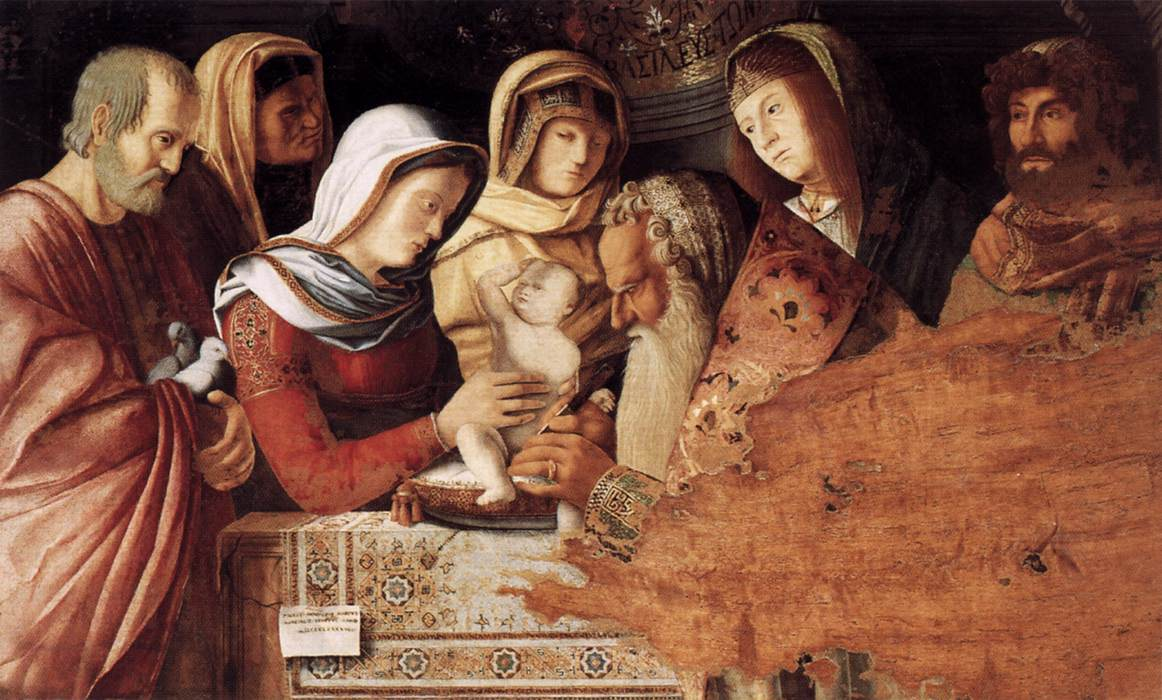
Marco Marziale, Obrzezanie, Museo Correr

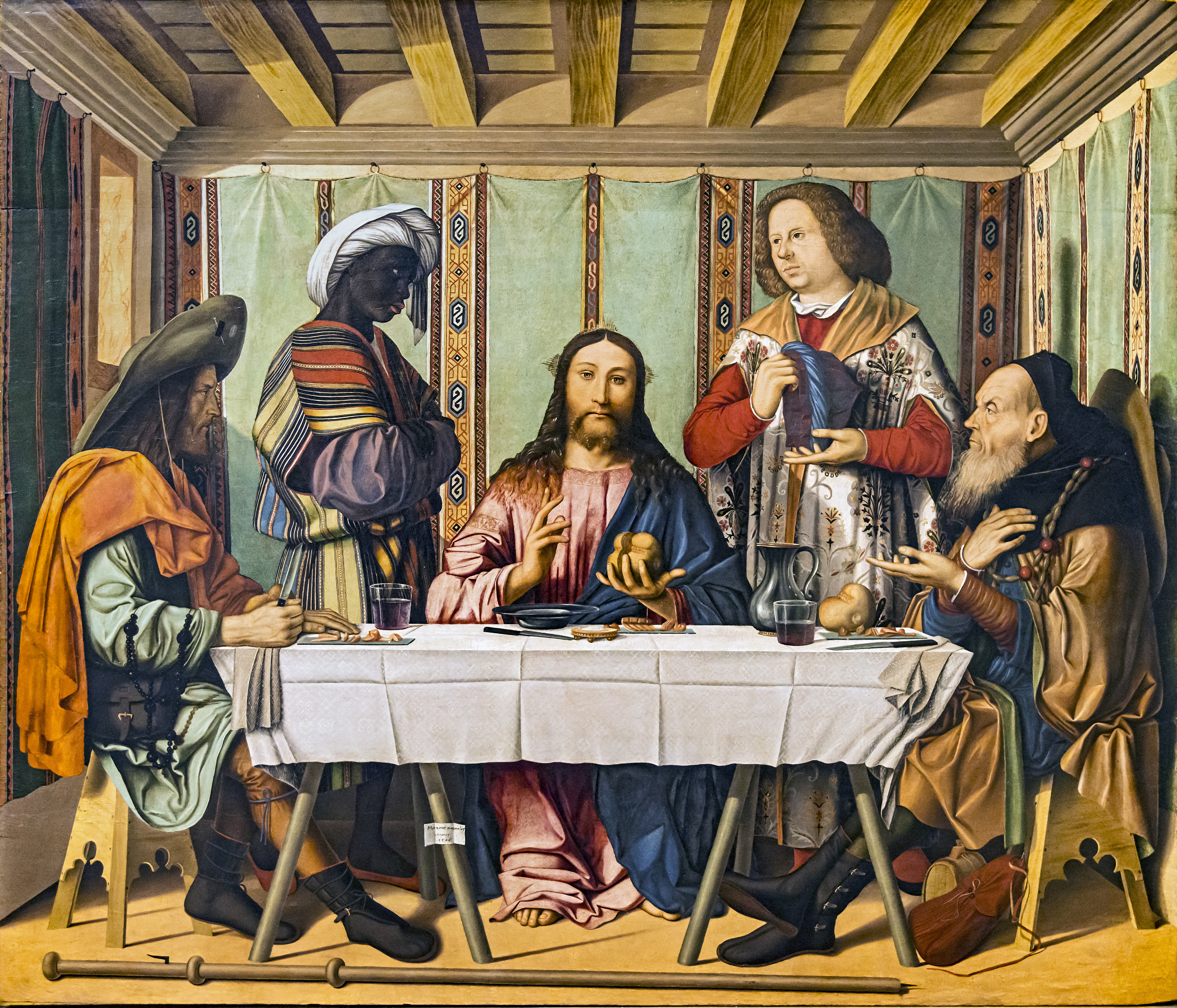
Marco Marziale, Wieczerza w Emaus, Gallerie dell’Accademia

Marco Marziale (daty życie nieznane) – wenecki malarz działający w latach 1492/1493–1507.
Uczeń Giovanniego Belliniego. Od stycznia 1493 roku (według kalendarza juliańskiego) pracował dla Republiki Weneckiej, pomagając Belliniemu przy pracach w Pałacu Dożów. Malowidła te zostały zniszczone podczas pożaru miasta w 1574 roku. W 1493 roku wstąpił do bractwa Scuola di San Marco. Około 1500 roku prawdopodobnie przybył do Cremony, zapewne jednak opuścił miasto po zajęciu przez wojska księstwa Mediolanu. Z 1507 roku pochodzą jego dwie ostatnie prace; brak jest informacji o dalszych losach malarza.
W zbiorach National Gallery w Londynie znajdują się dwa obrazy ołtarzowe z kościołów w Cremonie, sygnowane przez Marzialego. Dwie wersje Wieczerzy w Emaus (opartej na zaginionym obrazie Belliniego, znanym dziś z ryciny) znajdują się w berlińskim Gemäldegalerie oraz w zbiorach Gallerie dell’Accademia w Wenecji, gdzie w tamtejszym Museo Correr znajduje się również Obrzezanie Dzieciątka Jezus z 1499 roku. Ponadto Marzialemu przypisuje się pewną liczbę niesygnowanych dzieł.